# Entführung der Familie Bibas
Die Familie Bibas (hebräisch ביבס), bestehend aus dem neun Monate alten Kfir (hebräisch כפיר), dem vierjährigen Ariel (hebräisch אריאל), der Mutter Schiri (hebräisch שירי) (geborene Silberman), die auch die deutsche Staatsbürgerschaft hatte, sowie dem Vater Jarden (hebräisch ירדן), wurde am 7. Oktober 2023 durch die palästinensische islamistische Terrororganisation Hamas im Rahmen ihres Angriffs auf Israel aus dem Kibbuz Nir Oz entführt. Kfir war die jüngste Geisel, die an diesem Tag entführt wurde. Die Eltern der Mutter, die ebenfalls im Kibbuz lebten, wurden später ermordet aufgefunden. Die Familie Bibas mit den beiden kleinen rothaarigen Kindern wurden in Israel zu einem Symbol für den Hamas-Terror.
Jarden Bibas wurde am 1. Februar 2025 als Teil des Geiselabkommens freigelassen. Die Leichen von Kfir und Ariel wurden am 20. Februar 2025 von der Hamas an das Rote Kreuz übergeben und dann nach Israel gebracht. Laut der israelischen Armee waren die beiden Kinder bereits kurz nach der Geiselnahme ermordet worden. Am nächsten Tag übergab die Hamas die Leiche von Schiri Bibas. Die am Vortag übergebene angebliche Leiche von Schiri Bibas konnte keiner bekannten Geisel zugeordnet werden.

## Entführung
Die Entführung der Familie wurde durch zahlreiche Medienberichte verbreitet. Unter den Berichten war ein Video, welches die Mutter zeigt, wie sie, ihre rothaarigen Kinder in den Armen haltend, von Terroristen umzingelt wird. Bilder zeigten Jarden, wie er mit blutendem Kopf von bewaffneten Männern weggezerrt wird.
Die Eltern der Mutter galten zunächst als vermisst. Margit Shnaider Silberman war in den 1970er Jahren aus Peru nach Israel gezogen. José Luis (Yossi) Silberman stammte ursprünglich aus Argentinien. Die beiden wurden später tot aufgefunden und am 21. Oktober offiziell als verstorben identifiziert.

## Gefangenschaft

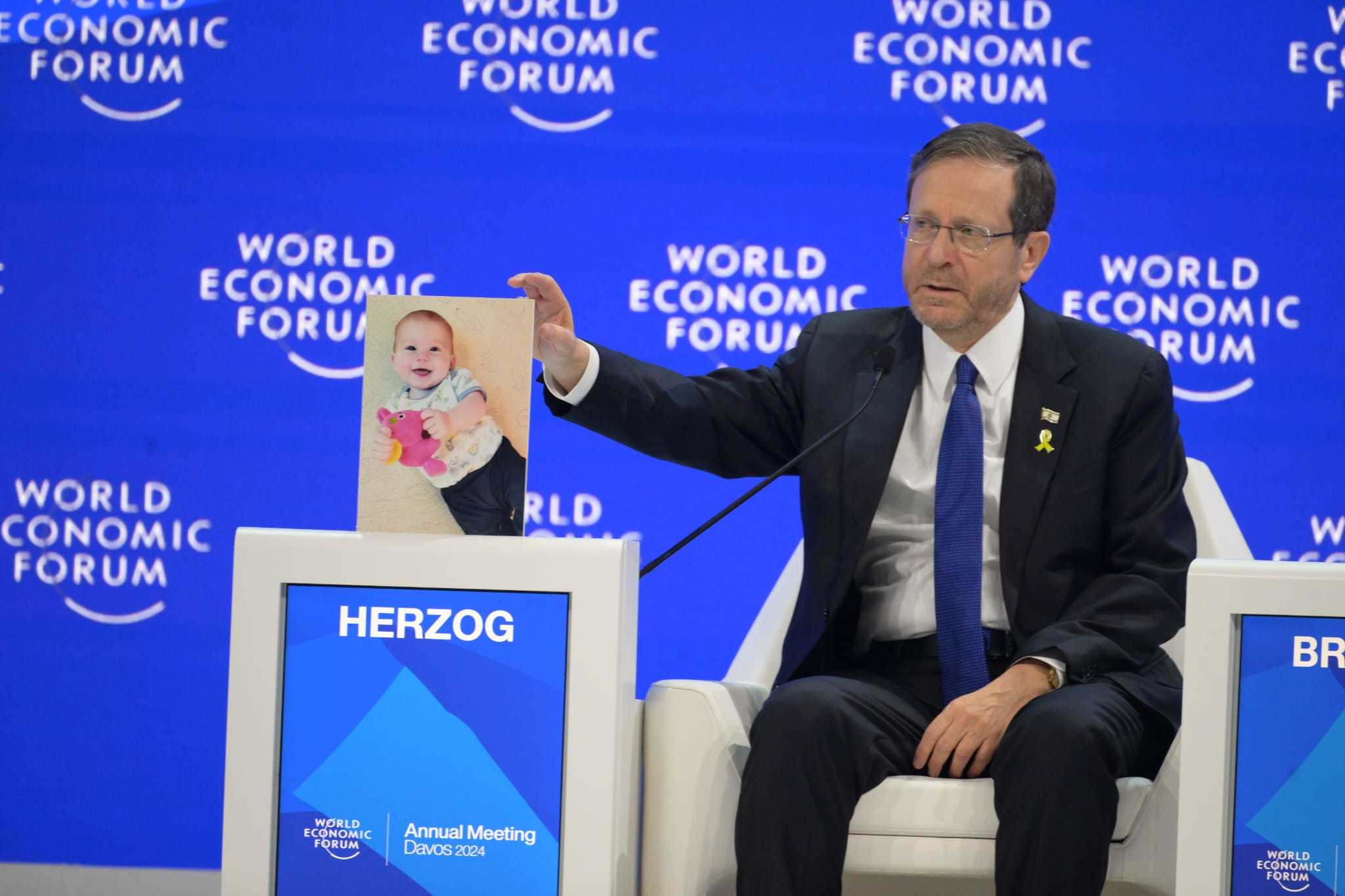
Präsident Isaac Herzog in Davos (2024) mit einem Bild von Kfir an dessen Geburtstag

Eine Geisel, die während eines mehrtägigen Waffenstillstandes freigelassen wurde, sagte aus, sie und eine weitere Geisel seien von Hamas-Mitgliedern aufgefordert worden, Jarden mitzuteilen, seine Familie sei durch einen IDF-Bombenangriff getötet worden. Als sie sich weigerte, befahlen die Terroristen der anderen Geisel für sie zu übersetzen. Dabei filmten sie seine Reaktion, wobei er angeblich angewiesen wurde, dem israelischen Ministerpräsidenten Benjamin Netanjahu die Schuld an ihrem Tod zu geben.
Im September 2024 sagte eine freigelassene Geisel, sie habe Jarden Bibas und Ofer Kalderon, beide Geiseln aus dem Kibbuz Nir Or, in Käfigen gesehen, während sie sich in einem Tunnel unter dem Gazastreifen befand. Die Frau gab an, sie habe mit beiden Männern sprechen können und die Männer seien aus den Käfigen genommen worden, um mit ihr zu sprechen.
In Bezug auf den Aufenthaltsort der Familie in Gaza sagte ein Armeesprecher, die Kinder und die Mutter würden wahrscheinlich nicht von Hamas, sondern von einer anderen Gruppe festgehalten.

## Freilassung
Die Mutter und die beiden Kinder sollten im Rahmen eines mehrtägigen Waffenstillstandsabkommens zwischen Israel und Hamas, das am 24. November 2023 in Kraft trat, freigelassen werden. Israel betrachtete ihre Nichtfreilassung als einen Verstoß gegen diese Vereinbarung. Am 29. November 2023 erklärten die Al-Qassam-Brigaden, die Mutter und ihre Kinder seien bei israelischen Luftangriffen getötet worden. Israel erklärte, die Behauptungen der Hamas seien nicht verifizierbar und könnten Teil ihrer psychologischen Kriegsführung sein. Am 19. Februar 2024 veröffentlichte das israelische Militär ein Video, welches Mutter und Kinder in der Gegend von Chan Yunis zeigen soll.
Im Rahmen des Waffenstillstandsabkommens zwischen Israel und der Hamas vom Januar 2025 wurde Jarden Bibas am 1. Februar 2025 freigelassen. Am 20. Februar 2025 wurden vier Leichen von der Hamas an Israel übergeben. Im Austausch zu den vier Leichen ließ Israel mehr als 600 palästinensische Gefangene und Häftlinge frei. Zu den freigelassenen Gefangenen gehörten auch solche, die wegen tödlicher Angriffe auf Israelis zu lebenslangen Haftstrafen verurteilt worden waren, sowie Frauen und Minderjährige, die während des Krieges in Gaza festgenommen und ohne Anklage oder Verurteilung festgehalten worden waren.
Die Inszenierung der Leichenrückgabe durch die Hamas löste international Empörung aus. Laut Hamas handelte es sich bei den Leichen um die sterblichen Überreste von Schiri, ihren beiden Kindern Kfir und Ariel sowie die des 83-jährigen Oded Lifschitz. Der argentinische Präsident Javier Milei ordnete zwei Tage Staatstrauer für die beiden toten Kinder an, die über ihre Mutter gebürtige Deutsche und Israelis und seitens ihres Vaters auch argentinische Staatsangehörige waren. Nach einer forensischen Untersuchung gab die israelische Armee bekannt, Kfir und Ariel seien identifiziert worden. Die zwei Kinder seien bereits im November 2023 in Gefangenschaft von Terroristen brutal ermordet worden. Bei der Leiche der Frau handele es sich nicht um Schiri Bibas. Die Tote konnte keiner bekannten Geisel zugeordnet werden. Die Hamas sprach von einer möglichen Verwechslung und übergab die wirkliche Leiche von Schiri Bibas am nächsten Tag. Die nicht identifizierte Leiche wurde von Israel dem Roten Kreuz übergeben, welches sie zurück in den Gazastreifen brachte.
Eine gerichtsmedizinische Untersuchung der drei Bibas-Leichen im Nationalen Institut für forensische Medizin ergab keine Hinweise auf Verletzungen durch einen Bombenangriff. Laut dem israelische Armeesprecher Daniel Hagari wurden die beiden kleinen Jungen „mit bloßen Händen“ getötet. Danach sei versucht worden, diese Gräueltaten durch weitere grausame Taten zu vertuschen.

## Galerie

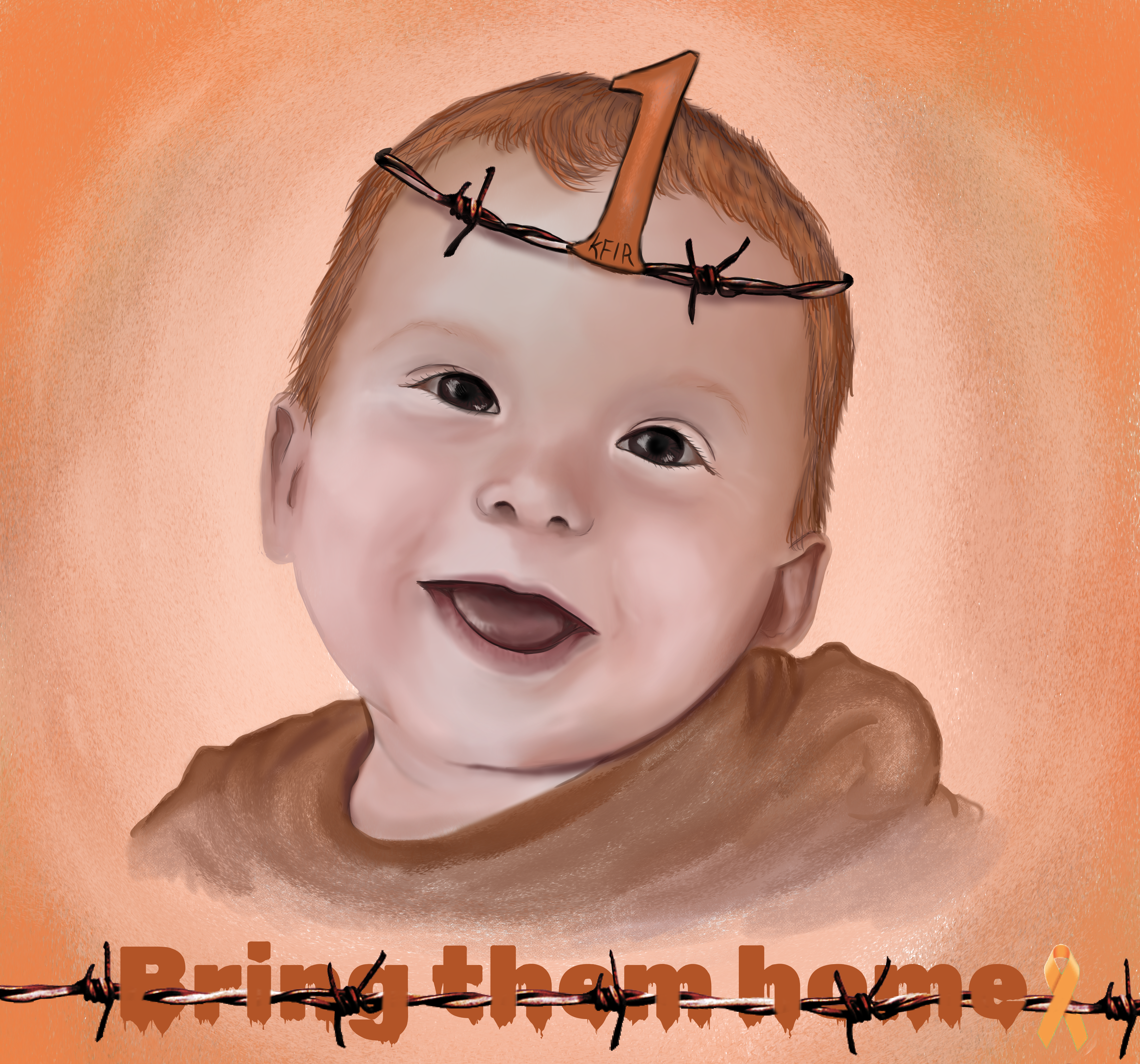
Kfirs erster Geburtstag, Gemälde
Kfir (Tel Aviv)
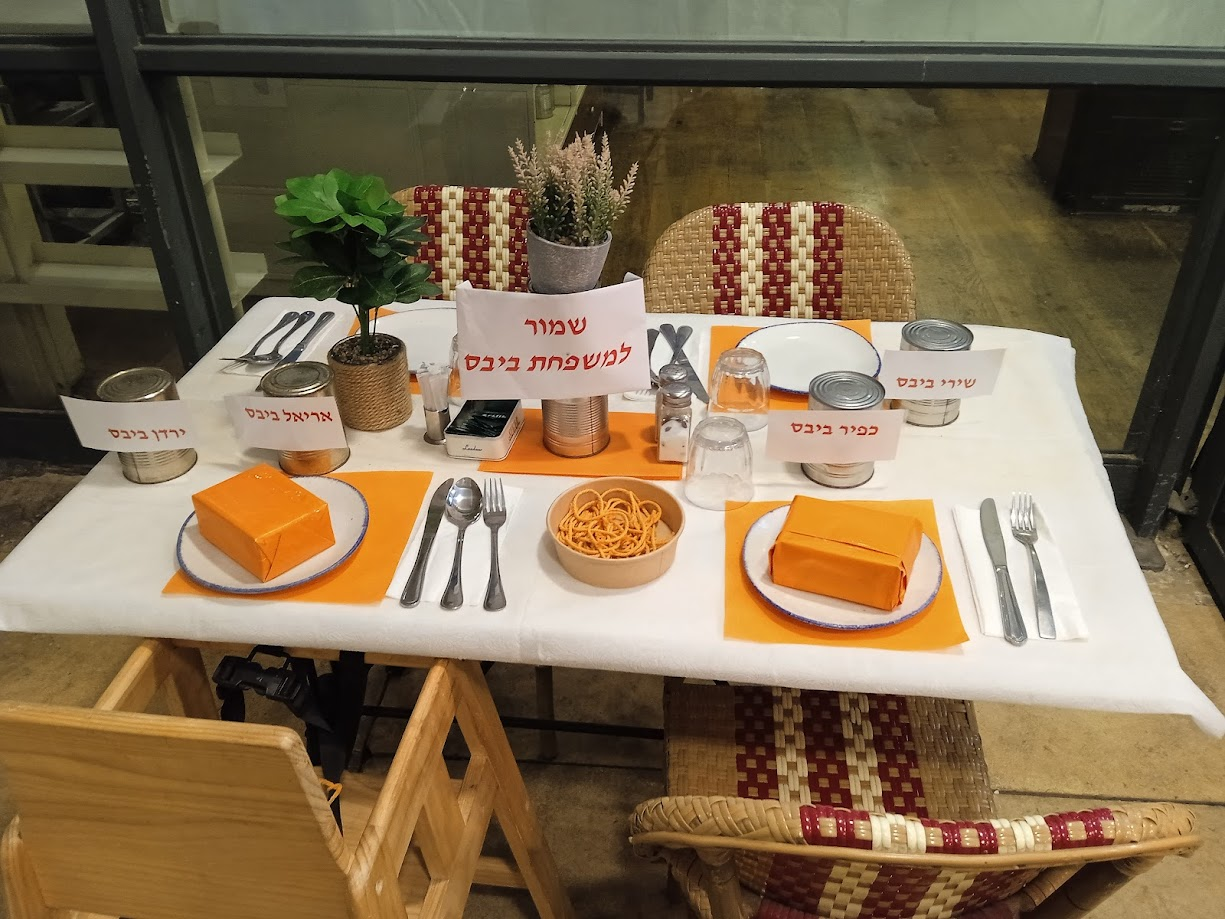
Reservierter Tisch eines Restaurants in Tel Aviv